# Kanton Évreux-1
Der Kanton Évreux-1 ist seit 2015 ein französischer Wahlkreis im Arrondissement Évreux im Département Eure in der Region Normandie; sein Hauptort ist Évreux.

## Gemeinden
Der Kanton besteht aus drei Gemeinden und Gemeindeteilen mit insgesamt 24.978 Einwohnern (Stand: 1. Januar 2022) auf einer Gesamtfläche von 34,78 km²:
| Gemeinde                   | Einwohner 1. Januar 2022 | Fläche km² | Dichte Einw./km² | Code INSEE | Postleitzahl |
| -------------------------- | ------------------------ | ---------- | ---------------- | ---------- | ------------ |
| Arnières-sur-Iton          | 1.651                    | 12,19      | 135              | 27020      | 27180        |
| Évreux                     | 17.819                   | 12,57      | 1.418            | 27229      | 27000        |
| Saint-Sébastien-de-Morsent | 5.508                    | 10,02      | 550              | 27602      | 27180        |
| Kanton Évreux-1            | 24.978                   | 34,78      | 718              | 2709       | –            |

1. ↑   Nur der südwestliche Teil der Gemeinde, der Rest verteilt sich auf die Kantone Évreux-2 und Évreux-3.